# Zakrzewo (Powiat Złotowski)
Zakrzewo (deutsch Zakrzewo, 1935–45 Buschdorf) ist ein Dorf im Powiat Złotowski der polnischen Woiwodschaft Großpolen. Es ist Sitz der gleichnamigen Landgemeinde mit 4880 Einwohnern (Stand 31. Dezember 2020).

## Geographische Lage
Zakrzewo liegt in Westpreußen am Ostufer des in die Küddow (poln. Gwda)  mündenden Flüsschens Glumia, etwa sechs Kilometer nordöstlich der Stadt Złotów (Flatow) und vierzig Kilometer nordöstlich der Stadt Piła (Schneidemühl).

## Geschichte

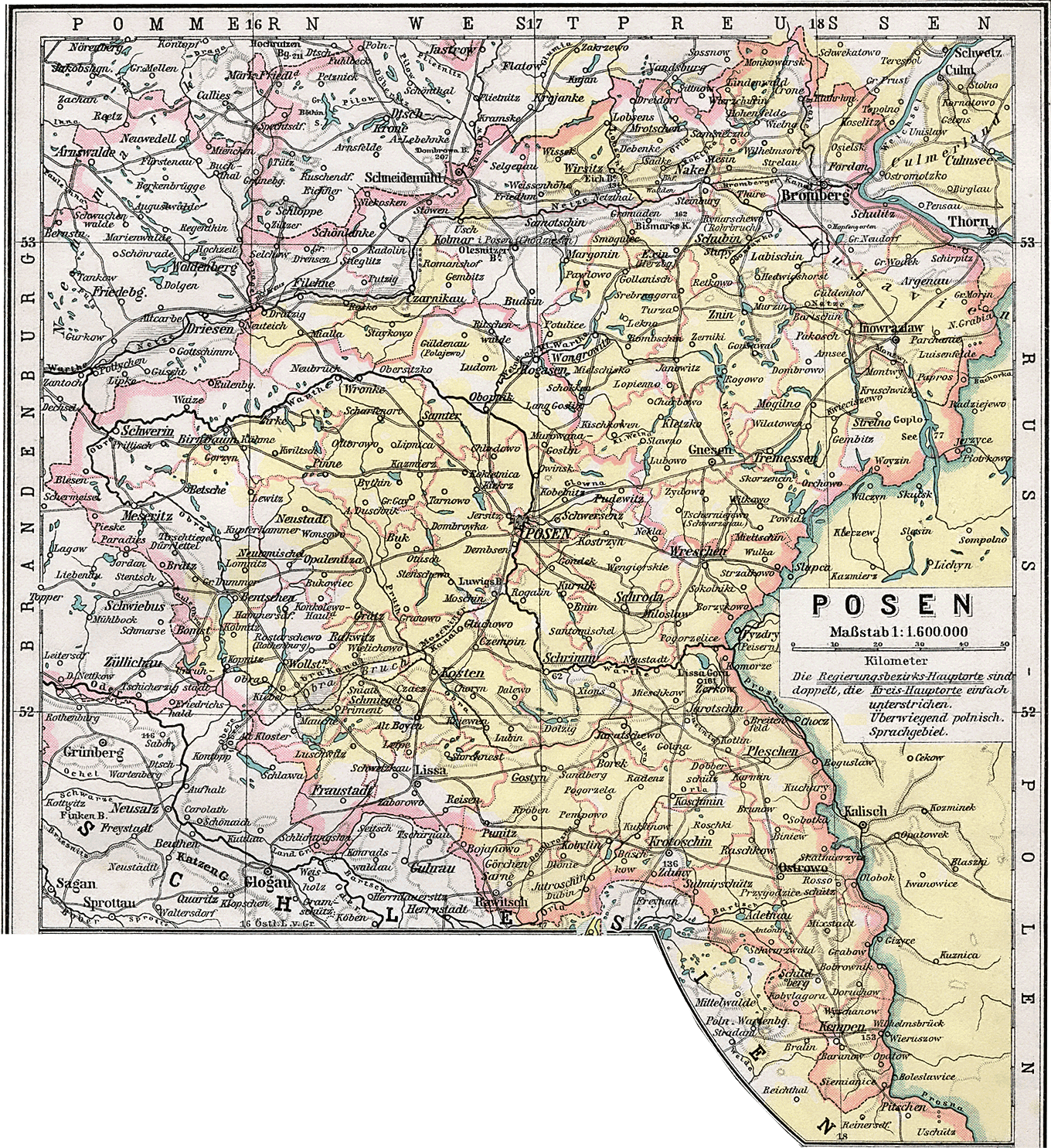
Zakrzewo nordwestlich der Stadt Bromberg und nordöstlich der Stadt Flatow – siehe oberen Bildrand – auf einer Landkarte der Provinz Posen von 1905 (gelb markierte Flächen kennzeichnen Gebiete mit seinerzeit mehrheitlich polnischsprachiger Bevölkerung)

Zakrzewo nordöstlich der Stadt Flatow auf einer Landkarte von 1914

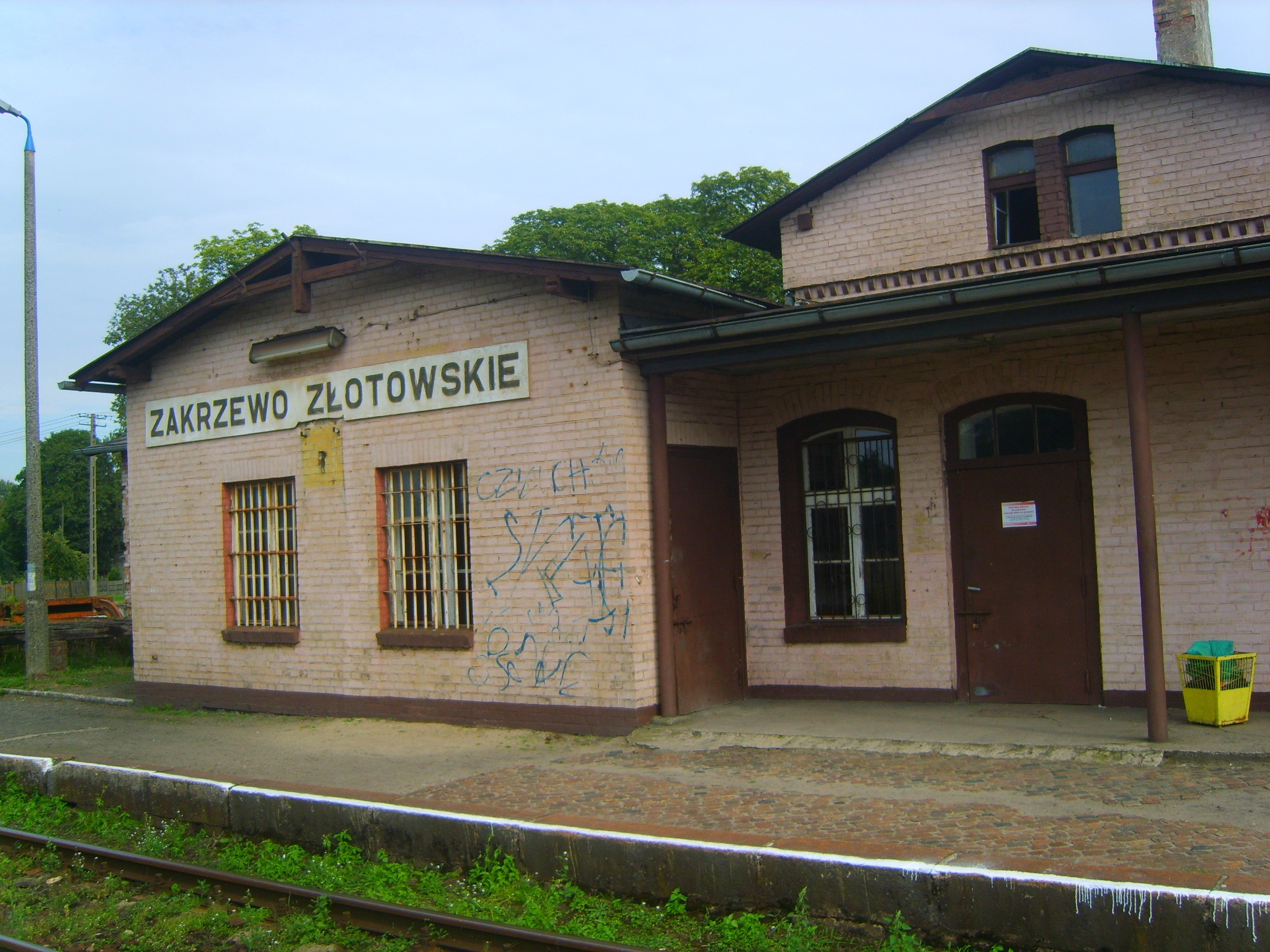
Bahnhof Zakrzewo

Bereits im Jahre 1491 wird Zakrzewo (der Ortsname Zakrzewo kommt im heutigen Polen 25-mal vor) als Kirchdorf erwähnt. 1544 gehörte das Dorf zu einer Gutsherrschaft, die sich im Besitz von Adalbert und Johannes Zakrzewski befand. Auf einem etwa dreieinhalb Kilometer vom alten Ortskern entfernten Gelände, das ihr 1822 bei der Regulierung der gutsherrlichen und bäuerlichen Verhältnisse zugesprochen worden war, gründete die Gutsherrschaft in der ersten Hälfte des 19. Jahrhunderts die Kolonie Neu Zakrzewo, in der sie vorwiegend evangelische Kolonisten ansiedelte.
1871 erhielt der Ort eine Bahnstation der Preußischen Ostbahn (Berlin – Königsberg (Preußen)), heute eine Bahnstation an der Bahnstrecke Tczew–Küstrin-Kietz Grenze.
Vor 1945 gehörte das Dorf zum Landkreis Flatow, bis 1920 im westpreußischen Regierungsbezirk Marienwerder, danach in der Provinz Grenzmark Posen-Westpreußen und ab 1938 im gleichnamigen Regierungsbezirk der preußischen Provinz Pommern. Es gehörte zum Amtsbezirk Glumen (heute polnisch: Głomsk). Zugehörige Ortschaften waren:
- Neu Buschdorf (heute polnisch: Nowe Zakrzewo)
- Klein, Mittel und Groß-Friedrichsberg (Drożyska Małe, Średnie und Wielkie)

Gegen Ende des Zweiten Weltkriegs wurde die Region im Frühjahr 1945 von der Roten Armee besetzt. Das Dorf wurde anschließend seitens der sowjetischen Besatzungsmacht der Volksrepublik Polen zur Verwaltung überlassen. Soweit die eingesessenen deutschen Dorfbewohner nicht geflohen waren, wurden sie in der darauf folgenden Zeit von der polnischen Administration vertrieben.
Seit 1945 ist Zakrzewo dem Powiat Złotowski in der Woiwodschaft Großpolen angegliedert (1975 bis 1998 Woiwodschaft Piła) und ist seit 1973 Sitz und namensgebender Ort der Landgemeinde.

### Demographie
| Jahr | Einwohner | Anmerkungen |
| ---- | --------- | --- |
| 1766 | 176       | [ 3 ] |
| 1852 | 500       | [ 3 ] |
| 1864 | 972       | insgesamt (in Zakrzewo: 676, davon 559 Katholiken und 101 Evangelische; in Neu Zakrzewo: 274, davon 169 Evangelische und 105 Katholiken) |
| 1900 | 1124      | darunter 78,1 % Polen |
| 1910 | 1124      | am 1. Dezember, davon 158 Evangelische, 962 Katholiken und zwei Juden; 878 Einwohner mit polnischer Muttersprache                        |
| 1925 | 1203      | darunter 223 Evangelische, 975 Katholiken und fünf Juden                                                                                 |
| 1933 | 1159      | [ 6 ] |
| 1939 | 1171      | darunter 81,9 % Polen (nach anderen 1214 Einwohner)                                                                                      |

## Religion

### Katholische Kirchengemeinde
Der überwiegende Teil der Einwohner von Zakrzewo war im 19. Jahrhundert katholischer Konfession, zumal der polnischsprachige Anteil der Dorfbevölkerung überwog. Da die Bevölkerung des Kreises Flatow überwiegend der evangelischen Konfession angehörte, gab es in vielen Dörfern keine katholische Kirche. Um 1800 war Zakrzewo Sitz einer römisch-katholischen Propstei, in die die Katholiken der Nachbardörfer ohne eigene katholische Kirche eingepfarrt waren; als Propst fungierte zum damaligen Zeitpunkt der Pfarrer Tuszynski.  Um die Mitte des 19. Jahrhunderts gehörten die Katholiken folgender Dörfer zum katholischen Kirchspiel Zakrzewo: Groß Friedrichsberg, Glumen, Karlsdorf, Königsdorf, Lanken, Linde, Ossowo, Pottlitz, Wersk und Polnisch Wisniewke.  Von 1903 bis 1939 wirkte hier der Pfarrer Bolesław Domański, der auch politisch aktiv war und sich für die Belange polnischer Minderheiten in der Weimarer Republik einsetzte. Heute gehört die Pfarrei zum Dekanat Złotów I (Flatow) im Bistum Bydgoszcz (Bromberg) der Katholischen Kirche in Polen.

#### Katholische Dorfkirche
Im 18. Jahrhundert gehörte Zakrzewo zu den vier von insgesamt neunzehn Dörfern im Kreis Flatow, die eine eigene katholische Kirche hatten. Die 1710 erbaute Kirche war ein Fachwerkbau.
Die katholische Kirche Mariji Magdaleni („Maria Magdalena“) wurde 1839 auf Kosten des preußischen Königs Friedrich Wilhelm III. gebaut und ist ein aus Feldsteinen errichteter massiver Bau.

### Evangelische Kirchengemeinde
Die evangelischen Kirchenglieder haben in Zakrzewo bis heute kein eigenes Gotteshaus. Vor 1945 besuchten sie die Kirche in Königsdorf (heute polnisch: Czernice). Es gehörte zum Kirchenkreis Flatow der Kirchenprovinz Westpreußen in der Kirche der Altpreußischen Union. Letzter deutscher Geistlicher vor 1945 war Pfarrer Martin Mey.
Heute sind die evangelischen Gläubigen Glieder des Kirchspiels Piła (Schneidemühl) in der Diözese Pommern-Großpolen der Evangelisch-Augsburgischen Kirche in Polen.

## Schule

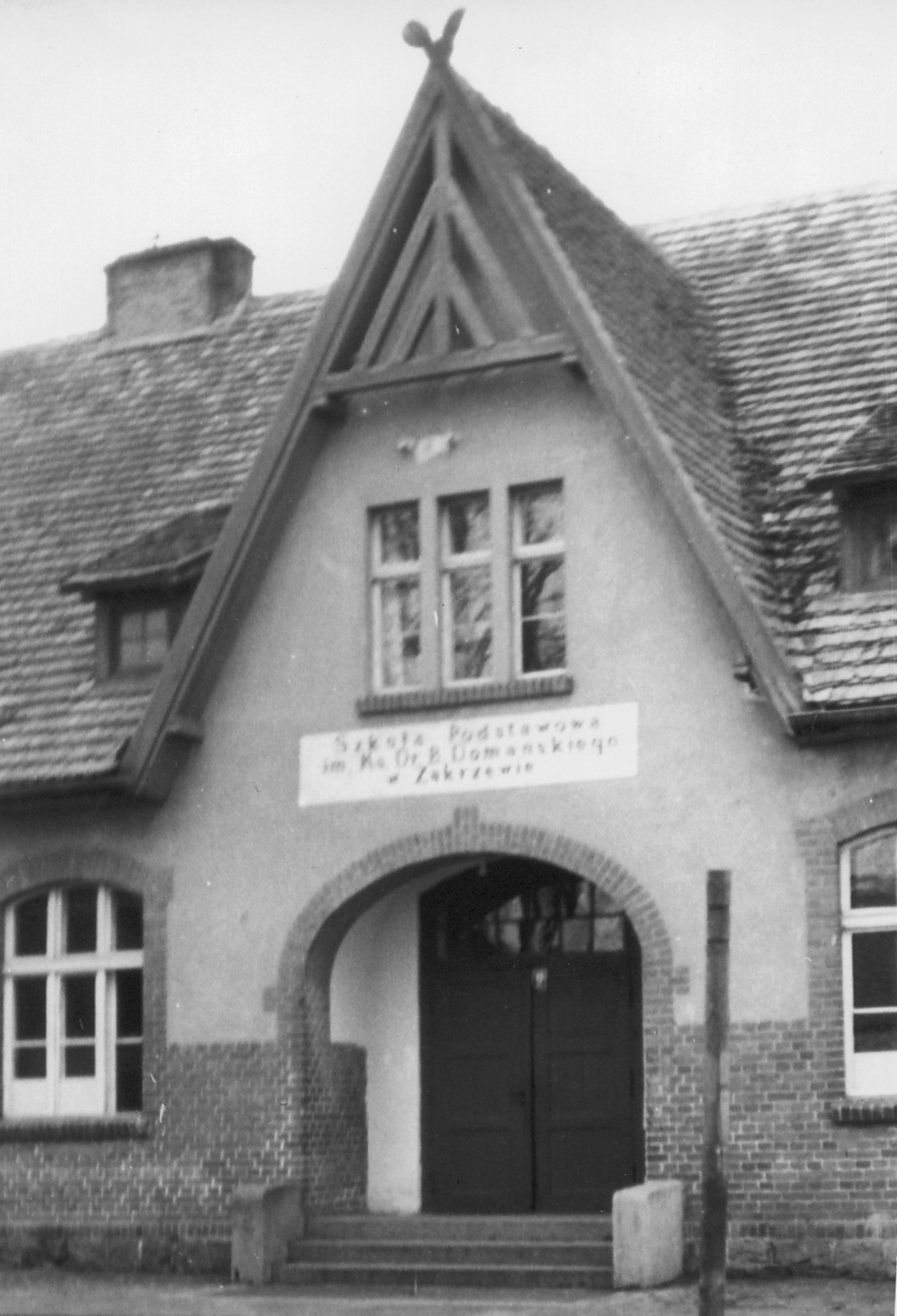
Pfarrer-Dr.-B.-Domański-Schule in Zakrzewo im Jahre 1969

Bereits im Jahre 1653 bestand in Zakrzewo eine Schule. Die katholische Volksschule, die im 19. Jahrhundert benutzt wurde, stammt aus dem Jahr 1810.   Heute trägt sie den Namen des Pfarrers Domański in Würdigung seiner Verdienste um die in Deutschland lebenden Polen in der Zeit von 1931 bis zu seinem Tode 1939.
Die evangelischen Schüler der Kolonie Neu Zakrzewo besuchten anfangs eine evangelische Volksschule in einer benachbarten Kolonie, dann aber auch die katholische Schule in Zakrzewo, wo ihnen ein Lehrer aus einer Nachbargemeinde evangelischen Religionsunterricht erteilte. Wegen des langen Schulwegs wurde in der zweiten Hälfte des 19. Jahrhunderts von der preußischen Regierung beschlossen, in Neu Zakrzewo zusätzlich eine evangelische Volksschule einzurichten.

## Gemeinde
Zur Landgemeinde (gmina wiejska) Zakrzewo gehören das Dorf selbst und 13 weitere Dörfer mit Schulzenämtern (sołectwa). Die Gemeindefläche umfasst 162,5 km².
Die östliche Gemeindegrenze ist zugleich die Grenze des Powiat Złotowski zum Powiat Sępoleński (Zempelburg) bzw. der Woiwodschaft Großpolen und der Woiwodschaft Kujawien-Pommern. Zwischen 1920 und 1939 verlief hier die Grenze zwischen dem Deutschen Reich und dem „Polnischen Korridor“.

## Verkehr

### Straßen
Durch das Zakrzewo führt in Nord-Süd-Richtung die Woiwodschaftsstraße 188, die die Gemeinde mit den Kreisstädten Człuchów (Schlochau), Piła (Schneidemühl) und Złotów (Flatow) verbindet.

### Schienen
Zakrzewo liegt seit 1871 an der früheren Preußischen Ostbahn, die Berlin mit Königsberg (Preußen) verband, der heutigen polnischen Staatsbahnlinie 426 zwischen Kostrzyn (Küstrin) und Tczew (Dirschau). Schon 1929 erhielt die Bahnstation Zakrzewo den Namen „Buschdorf“. Ab 1935 galt dieser Name für den gesamten Ort.

## Persönlichkeiten
- Carl Falkenhorst, bürgerlich Stanislaus von Jezewski (1853–1913), deutscher Schriftsteller
- Bolesław Domański (1872–1939), seit 1903 katholischer Ortspfarrer; wirkte von 1931 bis 1939 als Führer des Bundes der Polen in Deutschland (polnisch: Związek Polaków w Niemczech).
- Witold Nowacki (1911–1986), polnischer Hochschullehrer in Danzig und Warschau
- Manfred Stenzel (1939–2023), deutscher Schmuck- und Metallgestalter